# Alexander Erler
Alexander Erler (* 27. října 1997 Innsbruck) je rakouský profesionální tenista, deblový specialista. Ve své dosavadní kariéře na okruhu ATP Tour vyhrál osm turnajů ve čtyřhře. Na challengerech ATP a okruhu ITF získal sedm titulů ve dvouhře a dvacet šest ve čtyřhře.
Na žebříčku ATP byl ve dvouhře nejvýše klasifikován v říjnu 2020 na 322. místě a ve čtyřhře v květnu 2023 na 32. místě. Trénují ho Daniel Huber a Thomas Weindorfer.
V rakouském daviscupovém týmu debutoval v roce 2022 soulským kvalifikačním kolem proti Jižní Koreji, v němž s Miedlerem prohráli čtyřhru. Rakušané odešli poražení 1:3 na zápasy. Do září 2024 v soutěži nastoupil k šesti mezistátním utkáním s bilancí a 5–1 ve čtyřhře.

## Tenisová kariéra
Na okruhu ATP Tour debutoval srpnovou čtyřhrou Generali Open Kitzbühel 2015, do níž obdržel s Němcem Philippem Kohlschreiberem divokou kartu. Na úvod však podlehli Brazilci Joãu Souzovi hrajícímu s Čechem Jiřím Veselým. 
Premiérové finále na túře ATP proměnil v titul, když do deblové soutěže Generali Open Kitzbühel 2021 nastoupil s krajanem Lucasem Miedlerem opět na divokou kartu. Ve finále zdolali česko-nizozemské turnajové dvojky Romana Jebavého s Matwé Middelkoopem po zvládnutých koncovkách obou setů. S Miedlerem odehrál na okruhu první společný turnaj, jímž začala dlouhodobá spolupráce. Následně triumfovali na události z kategorie ATP 500, říjnovém Erste Bank Open ve Vídni. V souboji o titul je nezastavila mexicko-argentinská dvojice Santiago González a Andrés Molteni. V sezóně 2022 tím navázali na čtyři challengerové tituly. Třetí triumf dosáhli na acapulském Abierto Mexicano Telcel 2023 opět v úrovni ATP 500. V závěrečném duelu porazili americké deblisty Nathaniela Lammonse s Jacksonem Withrowem po zisku obou tiebreaků. První trofej mimo Rakousko oba posunula na nová kariérní maxima, Erler po skončení figuroval na 42. a Miedler na 43. příčce deblového žebříčku.
Na grandslamu debutoval v mužském deblu Australian Open 2023, kde s Miedlerem na úvod vyřadili desáté nasazené Rohana Bopannu s Matthewem Ebdenem. Ve druhé fázi však nenašli recept na česko-slovenské spoluhráče, Jiřího Lehečku s Alexem Molčanem. Do série Masters Rakušané premiérově zasáhli na březnovém Miami Open 2023. Rovněž jako na navazujících Mutua Madrid Open 2023 a Internazionali BNL d'Italia 2023 z téže kategorie však prohráli úvodní zápas. Čtvrtou trofej vybojovali na mnichovském BMW Open 2023, když ve finále přehráli německé turnajové jedničky Kevina Krawietze s Timem Pützem ve dvou setech. Druhý titul z jediného turnaje si poprvé odvezli z Generali Open Kitzbühel 2023. Na antukové události pod Alpami triumfovali po dvou letech díky závěrečné výhře nad čtvrtými nasazenými, Ekvádorcem Gonzalem Escobarem a Kazachstáncem Oleksandrem Nedověsovem.

## Finále na okruhu ATP Tour

### Čtyřhra: 11 (8–3)
| Legenda                   |
| ------------------------- |
| Grand Slam (0)            |
| Turnaj mistrů (0)         |
| ATP Tour Masters 1000 (0) |
| ATP Tour 500 (3–1)        |
| ATP Tour 250 (5–2)        |

| Stav      | č. | datum         | turnaj                   | kategorie | povrch    | spoluhráč     | soupeři ve finále                   | výsledek            |
| --------- | -- | ------------- | ------------------------ | --------- | --------- | ------------- | ----------------------------------- | ------------------- |
| Vítěz     | 1. | červenec 2021 | Kitzbühel, Rakousko      | ATP 250   | antuka    | Lucas Miedler | Roman Jebavý Matwé Middelkoop       | 7–5, 7–6(7–5)       |
| Vítěz     | 2. | říjen 2022    | Vídeň, Rakousko          | ATP 500   | tvrdý (h) | Lucas Miedler | Santiago González Andrés Molteni    | 6–3, 7–6(7–1)       |
| Vítěz     | 3. | březen 2023   | Acapulco, Mexiko         | ATP 500   | tvrdý     | Lucas Miedler | Nathaniel Lammons Jackson Withrow   | 7–6(11–9), 7–6(7–3) |
| Finalista | 1. | duben 2023    | Marrákeš, Maroko         | ATP 250   | antuka    | Lucas Miedler | Marcelo Demoliner Andrea Vavassori  | 4–6, 6–3, [10–12]   |
| Vítěz     | 4. | duben 2023    | Mnichov, Německo         | ATP 250   | antuka    | Lucas Miedler | Kevin Krawietz Tim Pütz             | 6–3, 6–4            |
| Vítěz     | 5. | červenec 2023 | Kitzbühel, Rakousko (2)  | ATP 250   | antuka    | Lucas Miedler | Gonzalo Escobar Oleksandr Nedověsov | 6–4, 6–4            |
| Finalista | 2. | únor 2024     | Rio de Janeiro, Brazílie | ATP 500   | antuka    | Lucas Miedler | Nicolás Barrientos Rafael Matos     | 4–6, 3–6            |
| Finalista | 3. | duben 2024    | Marrákeš, Maroko         | ATP 250   | antuka    | Lucas Miedler | Harri Heliövaara Henry Patten       | 6–3, 4–6, [4–10]    |
| Vítěz     | 6. | červenec 2024 | Kitzbühel, Rakousko (3)  | ATP 250   | antuka    | Andreas Mies  | Constantin Frantzen Hendrik Jebens  | 6–3, 3–6, [10–6]    |
| Vítěz     | 7. | říjen 2024    | Antverpy, Belgie         | ATP 250   | tvrdý (h) | Lucas Miedler | Robert Galloway Oleksandr Nedověsov | 6–4, 1–6, [10–8]    |
| Vítěz     | 8. | říjen 2024    | Vídeň, Rakousko (2)      | ATP 500   | tvrdý (h) | Lucas Miedler | Neal Skupski Michael Venus          | 4–6, 6–3, [10–1]    |

## Tituly na challengerech ATP a okruhu ITF
| Legenda                |
| ---------------------- |
| Challengery (0 D; 8 Č) |
| ITF (7 D; 18 Č)        |

### Dvouhra (7 titulů)
| Č. | datum         | turnaj             | povrch | poražený finalista | výsledek      |
| -- | ------------- | ------------------ | ------ | ------------------ | ------------- |
| 1. | září 2018     | Káhira, Egypt      | antuka | Simone Roncalli    | 6–2, 7–5      |
| 2. | září 2018     | Káhira, Egypt      | antuka | Jordan Correia     | 6–3, 6–1      |
| 3. | září 2018     | Káhira, Egypt      | antuka | Dante Gennaro      | 6–4, 6–1      |
| 4. | Jul 2019      | Wels, Rakousko     | antuka | Duje Kekez         | 6–4, 6–4      |
| 5. | listopad 2019 | Heráklion, Řecko   | tvrdý  | Jan Zieliński      | 7–5, 6–1      |
| 6. | duben 2021    | Meerbusch, Německo | antuka | Arthur Cazaux      | 6–2, 4–6, 7–5 |
| 7. | květen 2021   | Antalya, Turecko   | antuka | Adrian Andrejev    | 6–4, 6–1      |

### Čtyřhra (26 titulů)
| Č.  | datum         | turnaj                       | povrch    | spoluhráč            | poražení finalisté                          | výsledek               |
| --- | ------------- | ---------------------------- | --------- | -------------------- | ------------------------------------------- | ---------------------- |
| 1.  | listopad 2015 | Ismaning, Německo            | koberec   | Constantin Frantzen  | Kevin Krawietz Tim Sandkaulen               | 2–6, 7–6(7-5), [10–8]  |
| 2.  | únor 2017     | Antalya, Turecko             | tvrdý     | Sebastian Ofner      | Volodymyr Užylovskyj Anton Zajcev           | 6–2, 3–6, [10–7]       |
| 3.  | srpen 2017    | Innsbruck, Rakousko          | antuka    | Matthias Haim        | Bernd Kossler Lukas Ollert                  | 6–4, 7–6(7–3]          |
| 4.  | srpen 2018    | Innsbruck, Rakousko          | antuka    | Jakob Aichhorn       | Alejo Vilaro Mariano Kestelboim             | 6–1, 1–6, [11–9]       |
| 5.  | září 2018     | Káhira, Egypt                | tvrdý     | Markos Kalovelonis   | Arjan Goveas Anirúd Čandrasékar             | 6–4, 7–6(3–7)          |
| 6.  | březen 2019   | Trento, Itálie               | tvrdý     | Markos Kalovelonis   | Felix Corwin Danny Thomas                   | 6–3, 6–4               |
| 7.  | listopad 2019 | Heráklion, Řecko             | tvrdý     | Neil Oberleitner     | Luke Johnson Jan Zieliński                  | 6–4, 6–0               |
| 8.  | únor 2020     | Heráklion, Řecko             | tvrdý     | David Pichler        | Valentin Guenther Kai Wehnelt               | 3–6, 6–4, [10–4]       |
| 9.  | březen 2020   | Heráklion, Řecko             | tvrdý     | Bogdan Bobrov        | Antoine Cornut-Chauvinc Constantin Schmitz  | 2–6, 7–6(7-4), [12–10] |
| 10. | září 2020     | Caslano, Švýcarsko           | antuka    | David Pichler        | Antoine Cornut-Chauvinc Harold Mayot        | 7–5, 6–4               |
| 11. | září 2020     | Monastir, Tunisko            | tvrdý     | David Pichler        | Fermin Tenti Ignacio Monzon                 | 6–4, 6–1               |
| 12. | prosinec 2020 | Monastir, Tunisko            | tvrdý     | David Pichler        | Skander Mansouri Mats Rosenkranz            | 6–2, 7–6(14–12)        |
| 13. | prosinec 2020 | Monastir, Tunisko            | tvrdý     | David Pichler        | Skander Mansouri Dan Added                  | 7–6(9–7), 6–3          |
| 14. | prosinec 2020 | Monastir, Tunisko            | tvrdý     | David Pichler        | Alexander Kotzen Constant Dela Bassetiere   | 6–2, 6–2               |
| 15. | leden 2021    | Monastir, Tunisko            | tvrdý     | David Pichler        | Benjamin Pietri Théo Arribagé               | 6–4, 7–6(7–5)          |
| 16. | únor 2021     | Monastir, Tunisko            | tvrdý     | Skander Mansouri     | Naoki Nakagawa Rjóta Tanuma                 | 6–0, 7–5               |
| 17. | únor 2021     | Monastir, Tunisko            | tvrdý     | Skander Mansouri     | Lilian Marmousez Giovanni Mpetshi Perricard | 6–2, 5–7, [11–9]       |
| 18. | duben 2021    | Biel, Švýcarsko              | tvrdý     | Maximilian Neuchrist | Lilian Marmousez Giovanni Mpetshi Perricard | 6–3, 4–6, [10–2]       |
| 1.  | listopad 2021 | Helsinky, Finsko             | tvrdý (h) | Lucas Miedler        | Harri Heliövaara Jean-Julien Rojer          | 6–3, 7–6(7–2)          |
| 2.  | prosinec 2021 | Forlì, Itálie                | tvrdý (h) | Lucas Miedler        | Marco Bortolotti Sergio Martos Gornés       | 6-4, 6-2               |
| 3.  | únor 2022     | Bengalúr, Indie              | tvrdý     | Ardžun Kadhe         | Saketh Myneni Ramkumar Ramanathan           | 6–3, 6–7(4–7), [10–7]  |
| 4.  | duben 2022    | Ostrava, Česko               | antuka    | Lucas Miedler        | Hunter Reese Sem Verbeek                    | 7–6(7–5), 7–5          |
| 5.  | červenec 2022 | Tampere, Finsko              | antuka    | Lucas Miedler        | Karol Drzewiecki Patrik Niklas-Salminen     | 7–6(7–3), 6–1          |
| 6.  | srpen 2022    | Como, Itálie                 | antuka    | Lucas Miedler        | Dustin Brown Julian Lenz                    | 6–1, 7–6(7–3)          |
| 7.  | září 2022     | Tulln an der Donau, Rakousko | antuka    | Lucas Miedler        | Zdeněk Kolář Denys Molčanov                 | 6–3, 6–4               |
| 8.  | květen 2023   | Cagliari, Itálie             | antuka    | Lucas Miedler        | Máximo González Andrés Molteni              | 7–6(8–6), 6–3          |